# Hradec Králové
Hradec Králové, eller Königgrätz, er en by i Böhmen i Tjekkiet. Den ligger ved floden Elben i området Okres Hradec Králové.
Byen er kendt for Slaget ved Königgrätz den 3. juli 1866, et slag i den Preussisk-østrigske krig.
Byen er hjemsted for fodboldklubben SK Hradec Králové.

## Historie
Hradec Králové er en af de ældste bosættelser i Tjekkiet. Byen var befæstet allerede i 1062. Byens katedral blev bygget i 1303.
Hradec Králové hed oprindelig bare Hradec (slottet), Králové (dronningens) blev senere lagt til da kong Wenceslaus II skænkede byen til sin dronning, Elisabeth.
Byen var central under Hussittkrigene, da den var på oprørerenes side.
Trediveårskrigen førte til, at byens protestantiske befolkning blev fordrevet efter slaget ved Bílá hora i 1620. I 1639 blev den belejret af svenskerne i otte måneder.
Under Josef IIs regeringstid blev mange af byens kirker revet ned for at gøre plads til befæstninger. Disse befæstninger stod helt til 1884.

## Kendte personer fra Hradec Králové
- Karl Freiherr von Rokitansky (1804 – 1887), østrigsk pateolog, politiker og filosof.
- Václav Vladivoj Tomek (1818 – 1905), tjekkisk historiker
- Zuzana Navarová (1959 – 2004), tjekkisk sangerinde og komponist

## Ekstern kilde/henvisning
- hradeckralove.org Arkiveret 24. december 2015 hos  Wayback Machine Byens officielle nettsider
- Virtual show

- Wikimedia Commons har flere filer relateret til Hradec Králové